# Comuna Kosteantînivka, Sarnî
Kosteantînivka (în ucraineană Костянтинівка) este o comună în raionul Sarnî, regiunea Rivne, Ucraina, formată din satele Ivanivka, Kosteantînivka (reședința) și Orlivka.

## Demografie
Componența lingvistică a comunei Kosteantînivka
     Ucraineană (99,09%)
     Alte limbi (0,86%)
Conform recensământului din 2001, majoritatea populației comunei Kosteantînivka era vorbitoare de ucraineană (99,09%), existând în minoritate și vorbitori de alte limbi.